# Is There Something I Should Know?
«Is There Something I Should Know?» —en español: «¿Hay algo que deba saber?»— es el décimo sencillo de Duran Duran, publicado el 14 de marzo de 1983.
La canción se publicó sólo como sencillo y se convirtió en el primer número uno de la banda en Reino Unido. Ocupó la posición número uno en el UK Singles Chart ya el 20 de marzo de 1983. El sencillo también tuvo gran éxito en Estados Unidos, donde se publicó a finales de mayo y entró en las listas el 4 de junio en el puesto 57, llegando a alcanzar el número cuatro (Billboard Hot 100) el 6 de agosto de 1983 y vendiéndose más de un millón de copias.

## La Canción
"Is There Something I Should Know?" fue grabada en Londres, con el Productor Ian Little en diciembre del año 1982. Aunque generalmente se considera como un sencillo solitario, se añadió a la reedición de 1983 (EE. UU.) del álbum de debut de la banda,  Duran Duran (1981). El primer álbum en el que la canción apareció en el Reino Unido fue la primera edición de Now That's What I Call Music recopilatorio a finales de año.
Los sencillos del primer álbum de Duran Duran no recibieron mucha cobertura radiofónica en Estados Unidos en el primer lanzamiento del álbum, tanto la banda como el New Romantic (estilo de moda) no se conocían, y muy pocas bandas británicas fueron capaces de entrar en la radio estadounidense en ese momento. Sin embargo, a finales de 1982, la banda con el álbum  Río fue subiendo rápidamente las listas estadounidenses, impulsado por la saturación radiofónica de varios videos de Duran Duran en MTV. La banda y su sello, Capitol/EMI, decidieron relanzar el álbum debut en los Estados Unidos presuponiendo una mayor venta de este ya que la banda ya se había sumergido mucho más en la radios estadounidenses.
Debido a las limitaciones de tiempo de los discos de vinilo, la inclusión de "Is There Something I Should Know?" requería la omisión de la pista del álbum "To The Shore" en la reedición. "To The Shore", palabras más palabras menos, fue reinstalado en posteriores discos compactos prensados.
En una revisión en retrospectiva de la canción, el periodista Donald A. Guarisco de Allmusic, escribió que la canción "hace frente a una relación sentimental difícil en términos bastante obtusos". Guarisco destacó lo que describió como "giros extraños de la frase" en las letras, como por ejemplo: "and fiery demons all dance when you walk through that door/Don't say your easy on me 'cause you're about as easy as a nuclear war."
Aunque Guarisco cuestionó la letra, alabó la melodía de la canción. Él escribió: "La melodía de Is There Something I Should Know es una de Duran Duran muy pegadiza, igualando melodías verso sinuosas llenas de ganchos con un coro armonizado pegadizo".

## Video musical
El video inolvidable y muy reproducido para "Is There Something I Should Know?" contó con clips de colores de los miembros de la banda, con camisas azules con metida en lazos blancos, intercalados con surrealistas imágenes en blanco y negro. El video también incluye clips de varios videos anteriores de Duran Duran.
El video fue dirigido por Russell Mulcahy, y fue uno de los videos más populares de 1983 en MTV.
Preguntaron si había algo acerca de sus videos que les gustaría cambiar, y el baterista Roger Taylor, comentó: "La única parte de un video que cambiaría es el final de "Is There Something I Should Know?", donde estoy cantando a la cámara. Me veo muy incómodo haciendo esto y me estremezco cada día que veo este video."

## Formatos y canciones
– Sencillo en 7": EMI
1. "Is There Something I Should Know?" – 4:11
2. "Faith in This Colour (Alternate Slow Mix)" – 4:05

 – Sencillo en 12": EMI
1. "Is There Something I Should Know? (Monster Mix)" – 6:40
2. "Faith in This Colour" – 4:05

- CD: Part of "Singles Box Set 1981-1985" boxset

1. "Is There Something I Should Know?" – 4:11
2. "Faith in This Colour" – 4:05
3. "Is There Something I Should Know? (Monster Mix)" – 6:40
4. "Faith in This Colour (Alternate Slow Mix)" – 4:05

## Posicionamiento en listas
| País                                    | Mejor posición |
| --------------------------------------- | -------------- |
| Alemania (Media Control AG)             | 28             |
| Australia (Kent Music Report)           | 4              |
| Bélgica (Ultratop 50 flamenca)          | 16             |
| Canadá (RPM Singles Chart)              | 3              |
| Estados Unidos (Billboard Hot 100)      | 4              |
| Estados Unidos (Mainstream Rock Tracks) | 3              |
| Estados Unidos (Hot Dance Club Songs)   | 34             |
| Irlanda (IRMA)                          | 2              |
| Italia (FIMI)                           | 29             |
| Noruega (VG-lista)                      | 10             |
| Nueva Zelanda (RIANZ)                   | 5              |
| Países Bajos (Dutch Top 40)             | 14             |
| Reino Unido (UK Singles Chart)          | 1              |
| Suecia (Hitlistan)                      | 16             |
| Suiza (Schweizer Hitparade)             | 7              |

### Sucesión en listas
| Anterior: «Total Eclipse of the Heart» de Bonnie Tyler | UK Singles Chart — Sencillo Nro 1 20 de marzo de 1983 — 27 de marzo de 1983 | Siguiente: «Let's Dance» de David Bowie |

## Otras apariciones
Álbumes:
- Duran Duran (relanzamiento de 1983)
- Arena (1984)
- Tiger Tiger! ep (edición para Japón, 1984)
- Decade (1989)
- 12" Collection (edición para Japón, 1991)
- Night Versions: The Essential Duran Duran (edición para EE. UU., 1998)
- Greatest (1998)
- Strange Behaviour (1999)
- Singles Box Set 1981-1985 (2003)
- Singles Box Set 1986-1995 (2004)

Videos:
- Dancing On The Valentine (1984)
- Greatest (1998)

## Personal
- Colin Thurston - productor
- Ian Little - productor